# Sfântul Egidiu

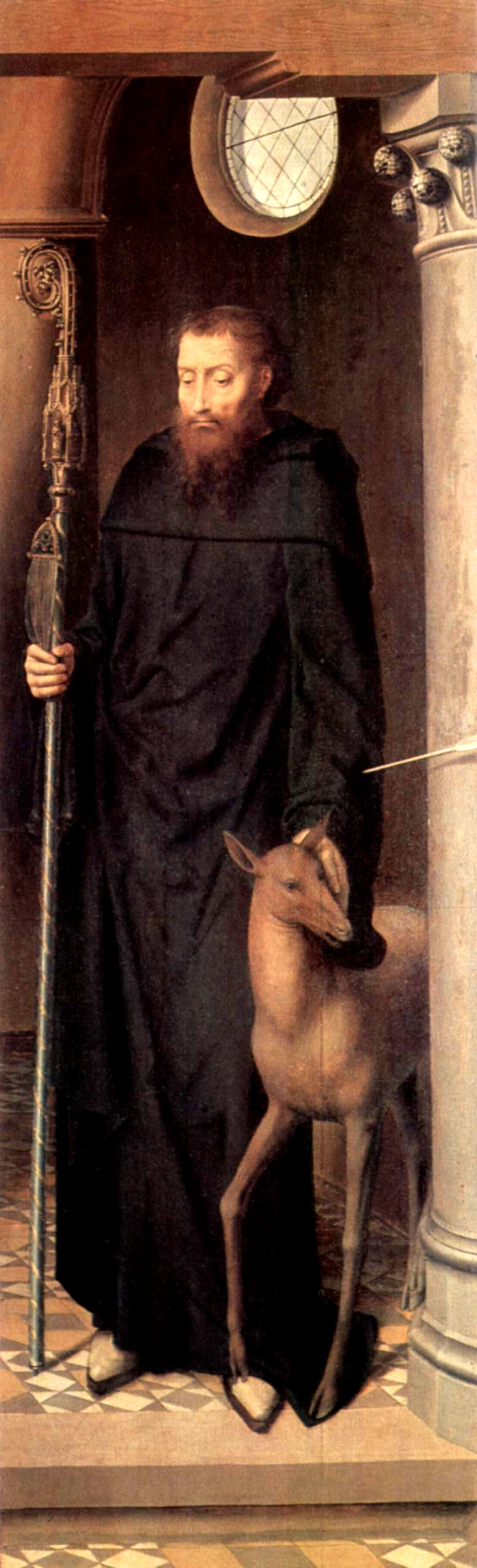
Hans Memling, Sfântul Egidiu, 1491

Sfântul Egidiu sau Egidius (n. ca. 640, Atena - d. 1 septembrie 720 în locul pe care se află azi localitatea Saint-Gilles, departementul Gard, Franța) a fost un abate în Provence.
Sfântul Egidius a fost foarte popular în evul mediu, ceea ce a făcut ca numele Egidiu să fie răspândit și ca prenume (Egidius Sadeler, Egidius de Viterbo etc.).
Mormântul său, aflat în biserica mănăstirii benedictine din Saint-Gilles (edificiu aflat din 1998 pe lista UNESCO a monumentelor din patrimoniul mondial), a fost un important loc de pelerinaj în evul mediu. Sarcofagul sfântului Egidiu este marcat cu inscripția INH TML QI CB AEGD, descifrată ca IN HOC TUMULO QUIESCIT CORPUS BEATI AEGIDII, în traducere „în acest mormânt se odihnește corpul fericitului Egidius”.

## Iconografie
Sfântul Egidiu este reprezentat alături de o căprioară, care conform legendei ar fi fost ocrotită de călugăr. Una dintre săgețile care o vizau pe căprioară l-ar fi atins pe Egidiu, care a purtat până la moarte rana provocată de săgeată.

## Patronaje
În franceză este cunoscut ca Saint Gilles, în italiană Sant'Egidio, iar în maghiară szent Egyed. Denumirea orașului Aiud provine de la acest patrociniu. Este, de asemenea, patronul orașelor Edinburgh și Graz.
Catedrala din Graz îi poartă numele.
O biserică din piatră cu hramul Sf. Egidiu este atestată în localitatea Sântejude, Cluj (Scenthegyud) în secolul al XIV-lea.
Primul hram al Bisericii Seminarului Unit din Oradea, în perioada în care biserica a servit credincioșilor de rit latin, a fost cel al Sf. Egidiu.

## Sărbători
- în calendarul romano-catolic: 1 septembrie
- în calendarul anglican: 1 septembrie